# Греко-римская борьба на летних Олимпийских играх 1964 — свыше 97 кг
Соревнования по греко-римской борьбе в рамках Олимпийских игр 1964 года в тяжёлом весе (свыше 97 килограммов) прошли в Токио с 16 по 19 октября 1964 года в «Komazawa Gymnasium».
Турнир проводился по системе с начислением штрафных баллов. За чистую победу штрафные баллы не начислялись, за победу по очкам борец получал один штрафной балл, за ничью два штрафных балла, за поражение по очкам три штрафных балла, за чистое поражение — четыре штрафных балла. Борец, набравший шесть штрафных баллов, из турнира выбывал. Трое оставшихся борцов выходили в финал, где проводили встречи между собой. Встречи между финалистами, состоявшиеся в предварительных схватках, шли в зачёт. Схватка по регламенту турнира продолжалась 10 минут с перерывом в одну минуту после пяти минут борьбы. Была отменена обязательная борьба в партере; теперь в партер ставили менее активного борца.
В тяжёлом весе боролись 11 участников. Самым молодым участником был 21-летний Боб Пайкенс, самым возрастным 40-летний Тайсто Кангасниеми. В тяжёлом весе за «золото» конкурировали два борца: чемпион мира 1962 года Иштван Козма и чемпион мира 1963 года Анатолий Рощин. Однако и помимо них в категории было достаточно именитых борцов: например Хамит Каплан и Вильфрид Дитрих, оба олимпийские чемпионы и оба обладатели трёх олимпийских наград. Но тем не менее, звание чемпиона разыграли между собой Козма и Рощин: все остальные выбыли, Дитрих с бронзовой медалью, которая стала для него четвёртой наградой. Козме, исходя из количества штрафных баллов, достаточно было свести встречу вничью, что он с успехом сделал. 

## Призовые места
- Иштван Козма (HUN)
- Анатолий Рощин (URS)
- Лотар Метц (EUA)

## Первый круг
| Штрафных баллов | Участник 1            | Результат   | Участник 2               | Штрафных баллов |
| --------------- | --------------------- | ----------- | ------------------------ | --------------- |
| 2               | Штефан Штингу (ROU)   | Ничья       | Радослав Касабов (BUL)   | 2               |
| 1               | Рагнар Свенссон (SWE) | По очкам    | Боб Пайкенс (USA)        | 3               |
| 0               | Анатолий Рощин (URS)  | Туше (4:04) | Тайсто Кангасниеми (FIN) | 4               |
| 1               | Петр Кмент (TCH)      | По очкам    | Хамит Каплан (TUR)       | 3               |
| 0               | Иштван Козма (HUN)    | Туше (4:04) | Цунэбару Сугияма (JPN)   | 4               |
| 0               | Вильфрид Дитрих (EUA) | Пропускал   |                          |                 |

## Второй круг
| Штрафных баллов | Участник 1             | Результат            | Участник 2               | Штрафных баллов |
| --------------- | ---------------------- | -------------------- | ------------------------ | --------------- |
| 1               | Вильфрид Дитрих (EUA)  | По очкам             | Радослав Касабов (BUL)   | 5               |
| 4               | Боб Пайкенс (USA)      | Туше (2:57)          | Тайсто Кангасниеми (FIN) | 8               |
| 2               | Рагнар Свенссон (SWE)  | По очкам             | Штефан Штингу (ROU)      | 4               |
| 1               | Анатолий Рощин (URS)   | По очкам             | Петр Кмент (TCH)         | 4               |
| 0               | Иштван Козма (HUN)     | Отказ от продолжения | Хамит Каплан (TUR)       | 7               |
| 4               | Цунэбару Сугияма (JPN) | Пропускал            |                          |                 |

## Третий круг
| Штрафных баллов | Участник 1            | Результат   | Участник 2             | Штрафных баллов |
| --------------- | --------------------- | ----------- | ---------------------- | --------------- |
| 1               | Вильфрид Дитрих (EUA) | Туше (1:07) | Цунэбару Сугияма (JPN) | 8               |
| 3               | Рагнар Свенссон (SWE) | По очкам    | Радослав Касабов (BUL) | 8               |
| 1               | Анатолий Рощин (URS)  | Туше (1:39) | Штефан Штингу (ROU)    | 8               |
| 4               | Петр Кмент (TCH)      | Туше (6:54) | Боб Пайкенс (USA)      | 8               |
| 0               | Иштван Козма (HUN)    | Пропускал   |                        |                 |

## Четвёртый круг
| Штрафных баллов | Участник 1           | Результат | Участник 2            | Штрафных баллов |
| --------------- | -------------------- | --------- | --------------------- | --------------- |
| 1               | Иштван Козма (HUN)   | По очкам  | Вильфрид Дитрих (EUA) | 4               |
| 2               | Анатолий Рощин (URS) | По очкам  | Рагнар Свенссон (SWE) | 6               |
| 4               | Петр Кмент (TCH)     | Пропускал |                       |                 |

## Пятый круг
| Штрафных баллов | Участник 1           | Результат   | Участник 2            | Штрафных баллов |
| --------------- | -------------------- | ----------- | --------------------- | --------------- |
| 1               | Иштван Козма (HUN)   | Туше (2:35) | Петр Кмент (TCH)      | 8               |
| 3               | Анатолий Рощин (URS) | По очкам    | Вильфрид Дитрих (EUA) | 7               |

## Финал
| Штрафных баллов | Участник 1           | Результат | Участник 2         | Штрафных баллов |
| --------------- | -------------------- | --------- | ------------------ | --------------- |
| 5               | Анатолий Рощин (URS) | Ничья     | Иштван Козма (HUN) | 3               |